# Штык-юнкер
Штык-юнкер — военный чин 13-го класса в русской артиллерии в 1722—1796 годах.

## История
Артиллерийским офицерам, к которым Пётр I причислял и себя, при учреждении Табели о рангах было дано преимущество в один чин над остальными армейскими, то есть полковник от артиллерии соответствовал бригадиру, подполковник от артиллерии соответствовал армейскому полковнику и так далее; и, таким образом, получалось, что армейскому унтер-лейтенанту (подпоручику), состоящему в 13-м классе, соответствия уже не было. Поэтому у «учителей наших — шведов» и был позаимствован соответствующий чин швед. Styckjunkare (букв. орудийный юнкер). В немецком прочтении он звучал как «штик-юнкер» и весьма быстро превратился в более привычное военному уху «штык-юнкер», породив известное недоразумение: почему в сугубо артиллерийском названии присутствует такой пехотный атрибут, как штык.
Выпускники Дворянской артиллерийской и инженерной школы (Соединённой артиллерийской и инженерной дворянской школы), преобразованной графом П. Ив. Шуваловым из Артиллерийской и Инженерной школ, в 1758 году, стали выпускаться не унтер-офицерами, а штык-юнкерами в артиллерию и инженерными прапорщиками.